# The Third Storm of Cythraul
The Third Storm of Cythraul è un album della band black e thrash metal statunitense Absu, pubblicato nel 1997 dalla Osmose Productions.

## Tracce
1. Prelusion to Cythraul / ...and Shineth Unto the Cold Cometh... – 6:48
2. Highland Tyrant Attack – 4:48
3. A Magician's Lapis-Lazuli – 3:08
4. Swords and Leather – 3:07
5. The Winter Zephyr (...Within Kingdoms of Mist) – 2:59
6. Morbid Scream – 2:10
7. Customs of Tasseomancy (Quoth The Sky, Nevermore) Act I – 3:59
8. Intelligence Towards the Crown – 1:56
9. ...of Celtic Fire, We Are Born / Terminus (...in the Eyes of Ioldánach) – 8:32
10. Akhera Goiti - Akhera Beiti (One Black Opalith for Tomorrow) (bonus track nell'edizione digipak) – 7:26

## Formazione
- Shaftiel - chitarra elettrica, chitarra acustica, basso e voce
- Equitant Ifernain - chitarra e basso
- Sir Proscriptor McGovern - batteria, gong, campane e voce